# 王翰 (正德進士)
王瀚（？—1519年），直隸昌黎縣人，明朝政治人物。

## 生平
正德九年（1514年）甲戌科進士，授行人司行人。明武宗南巡之爭時，因上疏勸阻而被施杖刑，伤病發作去世。。明世宗即位后，賜喪葬，贈監察御史。